# 서빙고동
서빙고동(西氷庫洞)은 서울특별시 용산구에 있는 행정동, 조선시대에 얼음을 저장하는 창고를 서빙고라고 불렀기 때문에 여기서 동명이 유래되었다. 서빙고는 1396년 조선 태조 5년에 예조에 소속된 얼음 창고로, 둔지산 산기슭에 설치하여 겨울에 한강물이 4촌(寸) 이상 얼었을 때 채취하여 저장하였다. 빙고의 얼음은 매년 음력 3월∼9월까지 궁중의 수라간에 바치거나 고위관리들에게 나누어 주었다. 이곳에는 볏짚으로 지붕을 이은 움집의 빙고 8동이 있었는데 서빙고가 동빙고보다 휠씬 규모가 커서 4촌 이상의 얼음 저장할 수 있었고, 얼음을 저장할때나 개빙할 때에는 얼음의 신인 사한신(현명)에게 제사를 지냈다. 서빙고가 있었던 자리는 현재 서빙고초등학교에서 서빙고파출소가 위치한 일대이며 동서의 두 빙고는 1894년 고종 31년까지 존속하였다가 폐지되었는데, 광복 이후 한국전쟁 전까지만 해도 옛 빙고를 변형시킨 민가의 '곳집' 형태가 눈에 띄기도 했다.

## 법정동
- 동빙고동
- 서빙고동
- 주성동
- 용산동6가

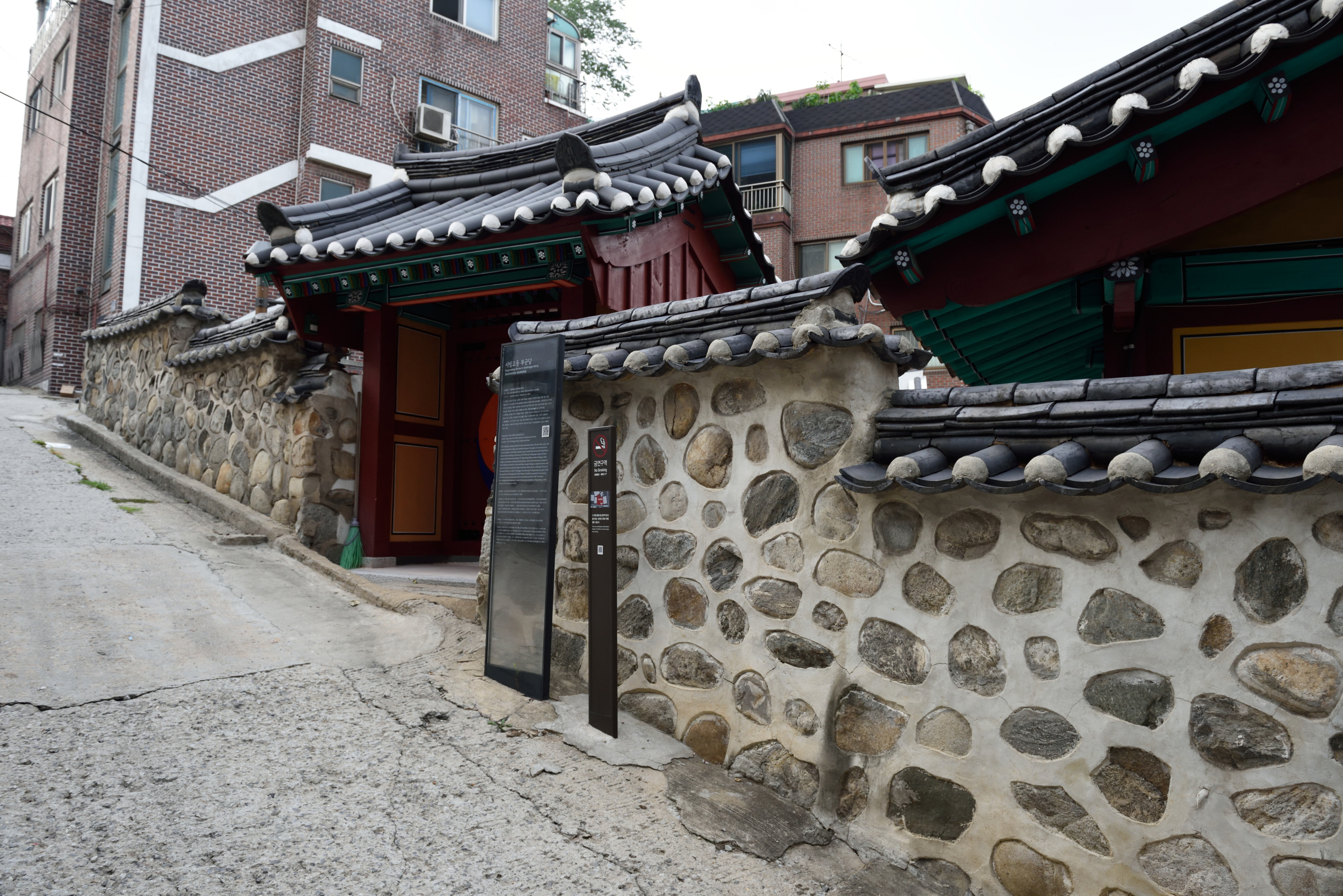
서빙고동 부군당
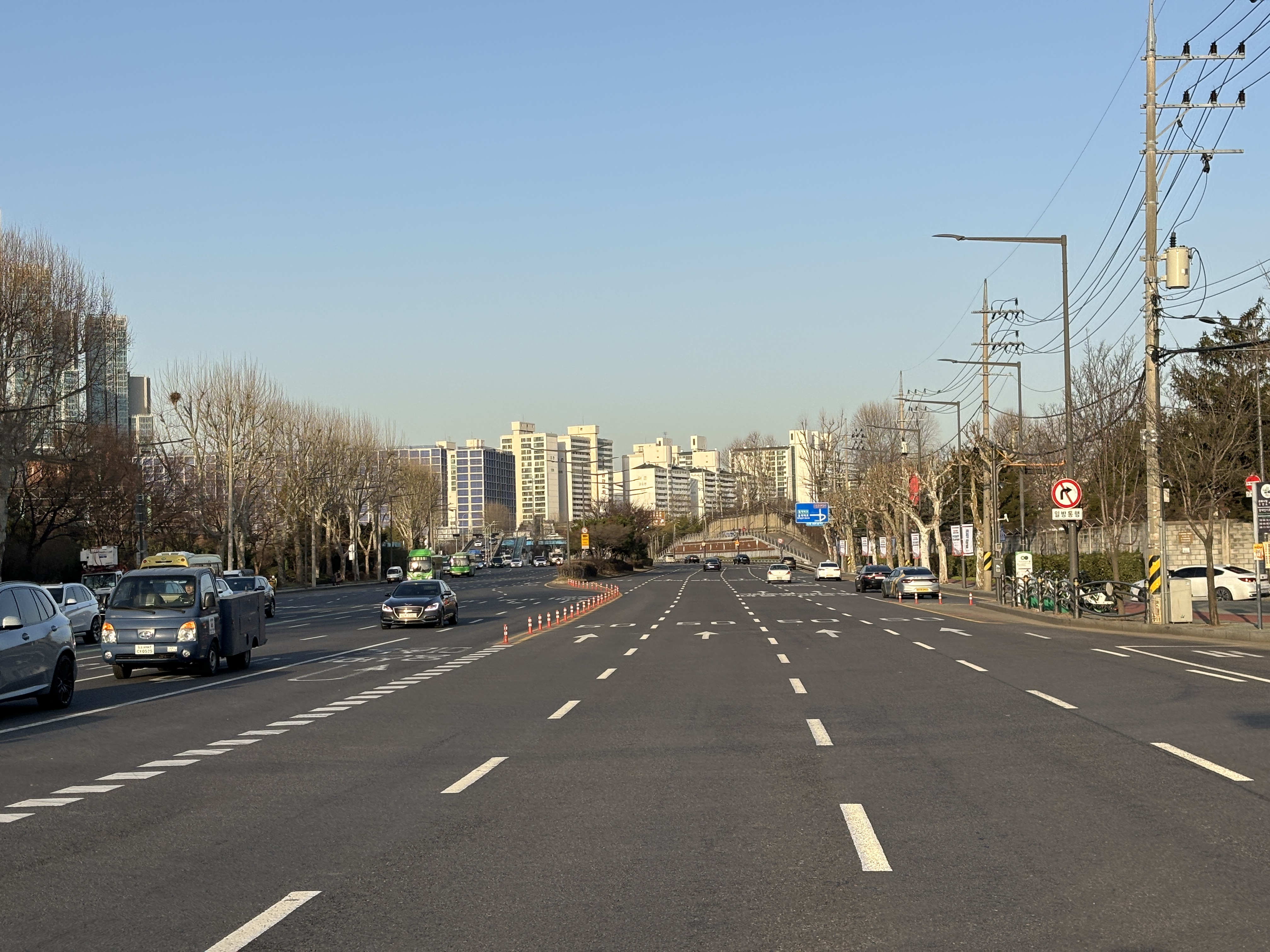
서빙고로
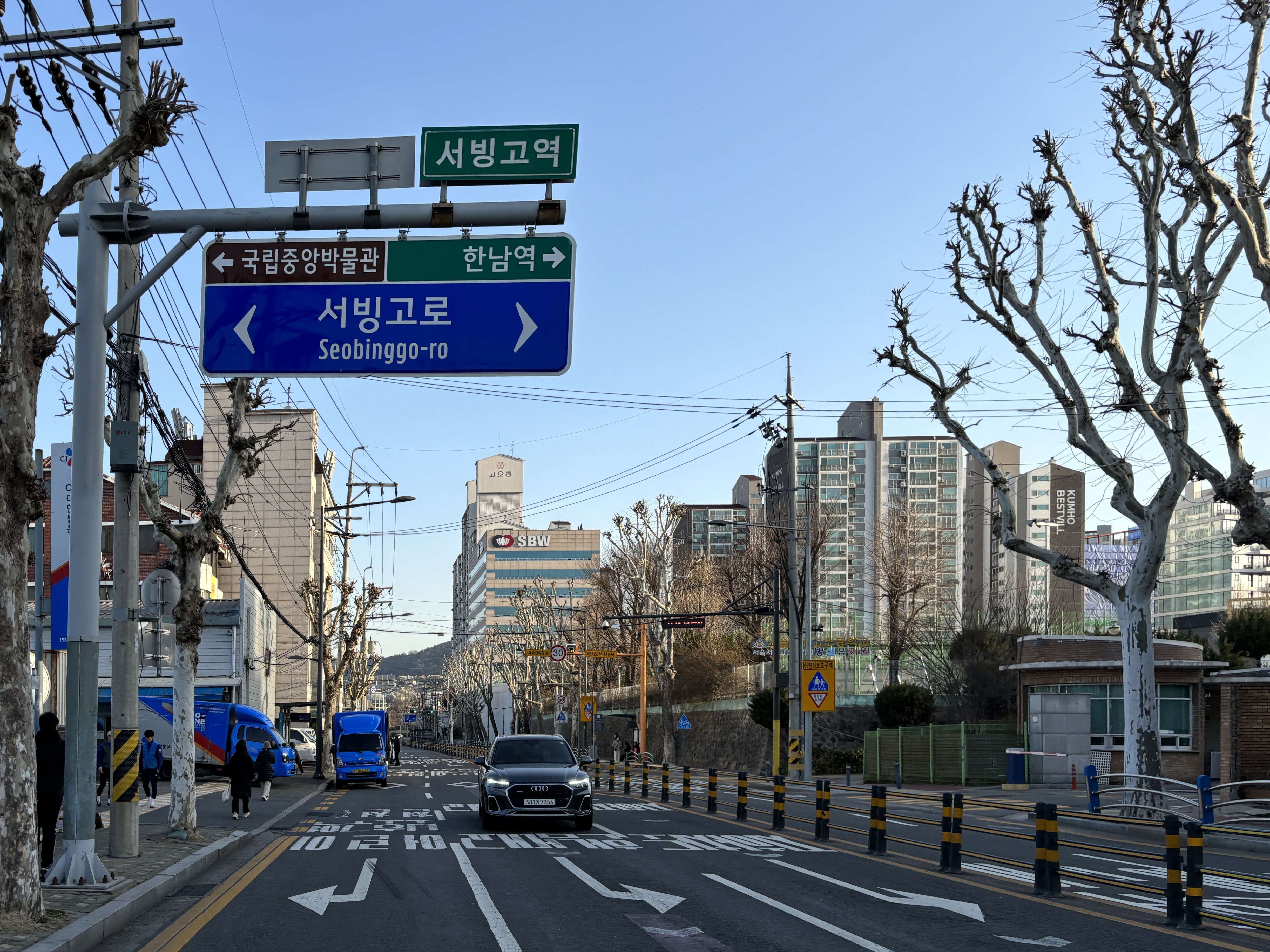
서빙고로51길
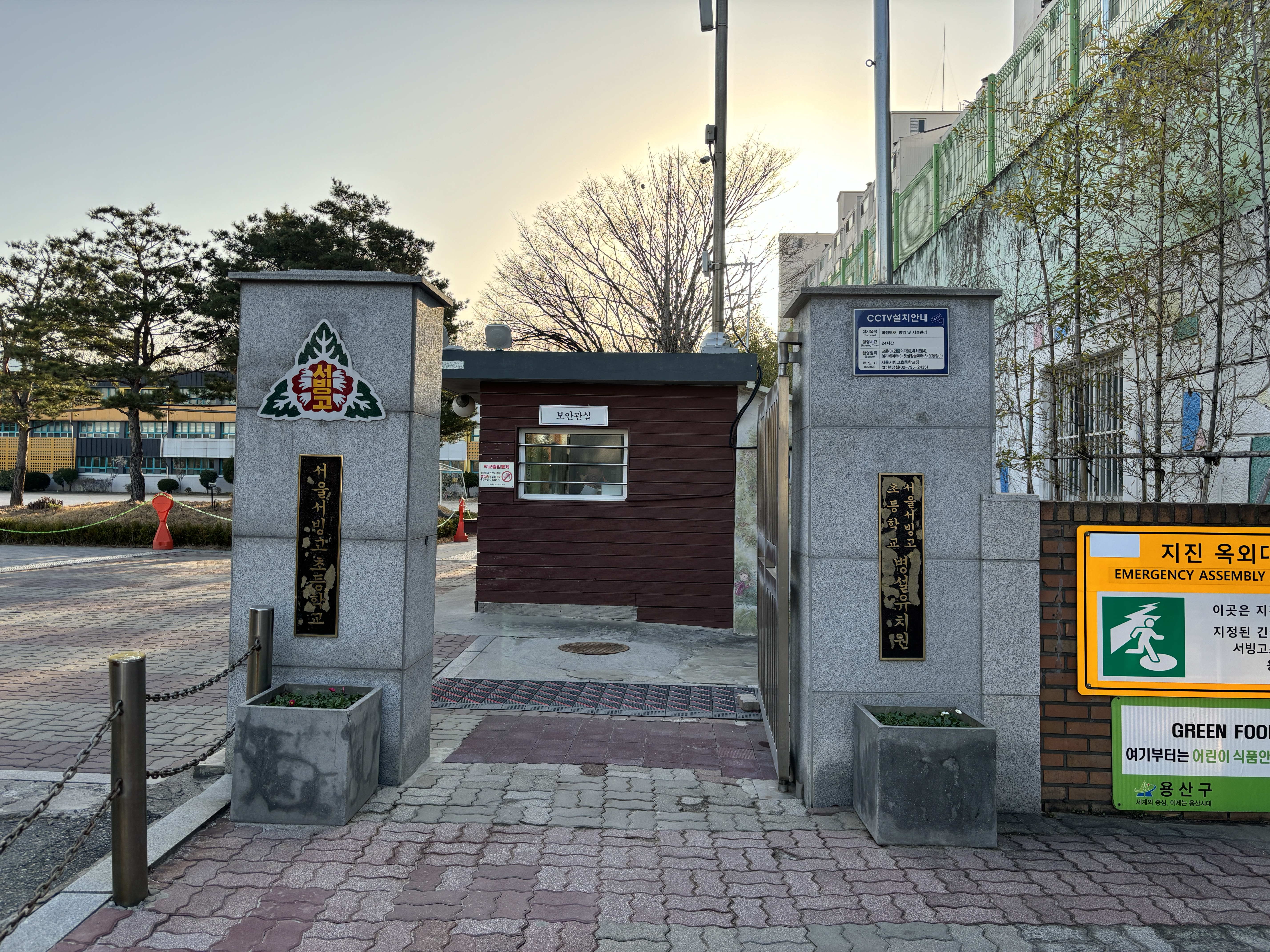
서울서빙고초등학교
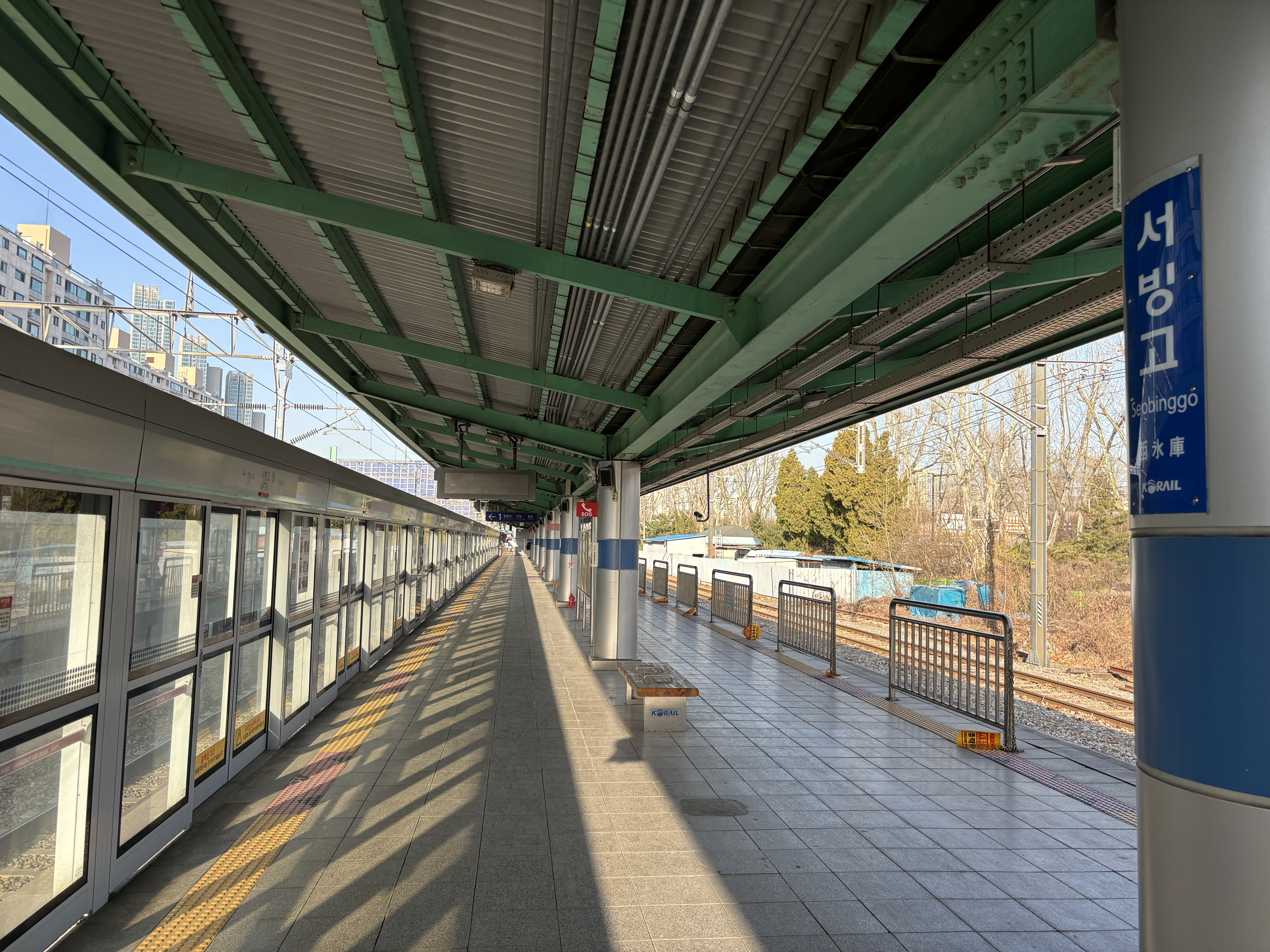
서빙고역

## 교육
- 서울서빙고초등학교
- 한강중학교

## 교통
- 반포대교
- 동작대교
- 수도권 전철 경의·중앙선 서빙고역

## 명소
- 용산 가족공원
- 국립중앙박물관
- 국립한글박물관

## 같이 보기
- 대한민국의 행정 구역